# Habenaria acuminata
Habenaria acuminata är en orkidéart som först beskrevs av George Henry Kendrick Thwaites, och fick sitt nu gällande namn av Henry Trimen. Habenaria acuminata ingår i släktet Habenaria och familjen orkidéer. Inga underarter finns listade i Catalogue of Life.